# Stadsbyggmästare
Stadsbyggmästare är en äldre titel för en person som i stadens tjänst leder eller utför en stads husbyggande.
Städer i Sverige hade tidigt, åtminstone från 1600-talet, utnämnda stadsbyggmästare. Under äldre tider var flertalet snickare eller byggmästare i grunden. Till exempel hade Jönköpings stad en stadsbyggmästare från slutet av 1600-talet.
Stadsbyggmästarna kom så småningom att kompletteras med, eller ersättas av, arkitekter, vilka fick titeln stadsarkitekter. Sverige fick sin första stadsarkitekt med tillsättandet 1661 i Stockholm av Nicodemus Tessin d.ä., som värvades från Stralsund för att leda Stockholms förvandling från medeltida småstad till en modern huvudstad. Göteborg fick sin första stadsarkitekt 1717. Därefter dröjde det till 1842 innan Norrköping med Carl Theodor Malm blev Sveriges tredje stad att skaffa en stadsarkitekt. I Örebro tillsattes Fridolf Wijnbladh som stadsarkitekt efter stadsbranden 1854 och femte stad i ordningen blev Malmö på 1860-talet.